# 庐江矾矿遗址
庐江矾矿遗址，位于安徽省合肥市庐江县矾山镇，为一处自唐贞观年间起因明矾开采而闻名的矿冶遗址。2018年公布为第六批合肥市文物保护单位。2020年入选第四批国家工业遗产。核心物项包括东山平硐、西山平硐、竖窑等，附属设施有明矾结晶池、红楼、青楼、老街、矾矿工人俱乐部、矾矿职工医院等。2022年计划打造为矾山片区文化旅游综合体。